# Agustín Rayo
Agustín Rayo Fierro (Ciudad de México, 1973) es un filósofo méxico-estadounidense, especializado en la filosofía de la lógica, del lenguaje, de las matemáticas, y la metafísica. Rayo es conocido por sus desarrollos de la teoría de la cuantificación irrestricta, la metalógica de la lógica de segundo orden, la lógica de las expresiones plurales, el nominalismo en la filosofía de las matemáticas, la teoría del lenguaje vago, y la metafísica modal.

## Trayectoria académica
Rayo obtuvo la licenciatura en filosofía en la Facultad de Filosofía y Letras de la Universidad Nacional Autónoma de México en 1996; y el doctorado en filosofía en el departamento de filosofía del Massachusetts Institute of Technology, en 2001, con una tesis sobre predicación plural, bajo la dirección de Van McGee, Robert Stalnaker y Stephen Yablo.
Rayo se unió al cuerpo docente del MIT en 2005. Fue decano asociado de la Escuela de Humanidades, Artes y Ciencias Sociales (SHASS) del MIT de 2016 a 2019, decano interino de SHASS de 2021 a 2022 y es el decano Kenan Sahin de SHASS desde febrero de 2022.
Fue elegido miembro de la Academia Noruega de Ciencias y Letras en 2018, fue becario Burkhardt en el Radcliffe Institute for Advanced Study en 2009-2010 y fue profesor asociado en la Universidad de Oslo de 2015 a 2020. Su libro On the Brink of Paradox ganó el premio PROSE 2020 al mejor libro de texto en humanidades.

## Reconocimientos
- Premio Norman Sverdlin a la mejor tesis de licenciatura en filosofía en 1996-1997.[9]
- Su artículo 'Vague Representation' fue seleccionado para el Philosopher's Annual 2009, como uno de los mejores artículos de filosofía publicados en inglés en 2008.[5]
- En 2013 dictó la Cátedra Gaos en el Instituto de Investigaciones Filosóficas de la UNAM.[10]

## Filosofía
En su libro The Construction of Logical Space, Rayo desarrolla una teoría del espacio de posibilidades lógica basada en enunciados just is, que expresan que una entidad simplemente es otra. Rayo introduce el operador just is, que según él desempeña un papel fundamental en la explicación metafísica. Rayo explora la idea de que aceptar o rechazar enunciados just is ayuda a definir el espacio lógico, y formaliza cómo los diferentes compromisos lógicos y metafísicos influyen en la estructura de la realidad. 
Rayo también explica cómo los enunciados just is pueden utilizarse para determinar la verdad de afirmaciones modales. Para ello, demuestra el teorema de extensión, que muestra cómo ciertos enunciados just is pueden fijar la verdad de todas las proposiciones modales. La teoría de Rayo de la posibilidad metafísica evita el realismo modal de David Lewis; desarrolla métodos lógicos para simular cuantificación sobre objetos meramente posibles, permitiendo que los actualistas (quienes niegan la existencia de entidades no-actualizadas) puedan razonar sobre posibilidades sin comprometerse con una ontología modal. 
En su libro, Rayo también critica el metafisicalismo, que sostiene que las oraciones atómicas verdaderas deben corresponderse con la estructura metafísica de la realidad. En su lugar, desarrolla el composicionalismo, que permite una interpretación más flexible de la verdad y el significado sin compromisos metafísicos estrictos. También aborda el debate sobre la generalidad absoluta, cuestionando si podemos hacer cuantificaciones realmente irrestrictas.
Rayo después aplica su marco teórico a la filosofía de las matemáticas. Defiende el platonismo trivialista: una variante del platonismo matemático de acuerdo al cual las verdades matemáticas pueden reducirse a afirmaciones triviales (por ejemplo, "Para que el número de dinosaurios sea cero, basta con que no haya dinosaurios"). Examina el neo-fregeanismo, analizando si los objetos matemáticos pueden entenderse en términos de principios de abstracción como el principio que Frege analizó en el principio de Hume: dos conjuntos son equinumeros siempre y cuando exista una biyección entre ellos. También discute la semántica trivialista, que busca definir la verdad matemática en términos de enunciados just is. 
Rayo también aborda el dilema de Benacerraf, que desafía nuestra capacidad de tener conocimiento matemático si los objetos matemáticos son abstractos. Rayo defiende un enfoque que trata el conocimiento lógico y matemático como un logro cognitivo, argumentando que los enunciados just is pueden servir para cerrar la brecha entre los objetos abstractos y la cognición humana.

### Libros
- Absolute Generality (compilación editada con Gabriel Uzquiano). Oxford: Oxford University Press, 2006. 406 p.
- The Construction of Logical Space. Oxford: Oxford University Press, 2013. (192 pp.)
- La Construcción del Espacio de Posibilidades. Instituto de Investigaciones Filosóficas, UNAM, 2015.
- On the Brink of Paradox. Cambridge, MIT Press, 2019.

### Artículos destacados
- ‘A Completeness Theorem for Unrestricted First-Order Languages’ (con Timothy Williamson), en Beall (ed.), Liars and Heaps, Oxford: Oxford University Press. pp. 331-356, 2003.
- ‘Vague Representation’, Mind 117, pp. 329-373, 2008. Seleccionado para el Philosopher’s Annual 2009, como uno de los mejores artículos de filosofía publicados en inglés, en 2008.[11]
- ‘Towards a Trivialist Account of Mathematics’, en Bueno and Linnebo (eds.), New Waves in Philosophy of Mathematics, Palgrave McMillan, 2009.
- ‘Hierarchies Ontological and Ideological’, (con Øystein Linnebo), Mind 121, pp. 269-308, 2012.
- ‘A Plea for Semantic Localism’, Noûs 47, pp. 647-679, 2013.